# Kloster Longpont
Das Kloster Longpont (Longus pons) ist eine ehemalige Zisterzienserabtei in der Gemeinde Longpont im Département Aisne, Region Picardie, in Frankreich. Es liegt rund 15 Kilometer südwestlich von Soissons, im Tal der Savière und am Westrand des Walds von Retz (Forêt de Retz), an der von Meaux nach Norden führenden Römerstraße. Die Anlage ist seit 1889 als Monument historique klassifiziert (Base Mérimée PA00115789).

## Geschichte

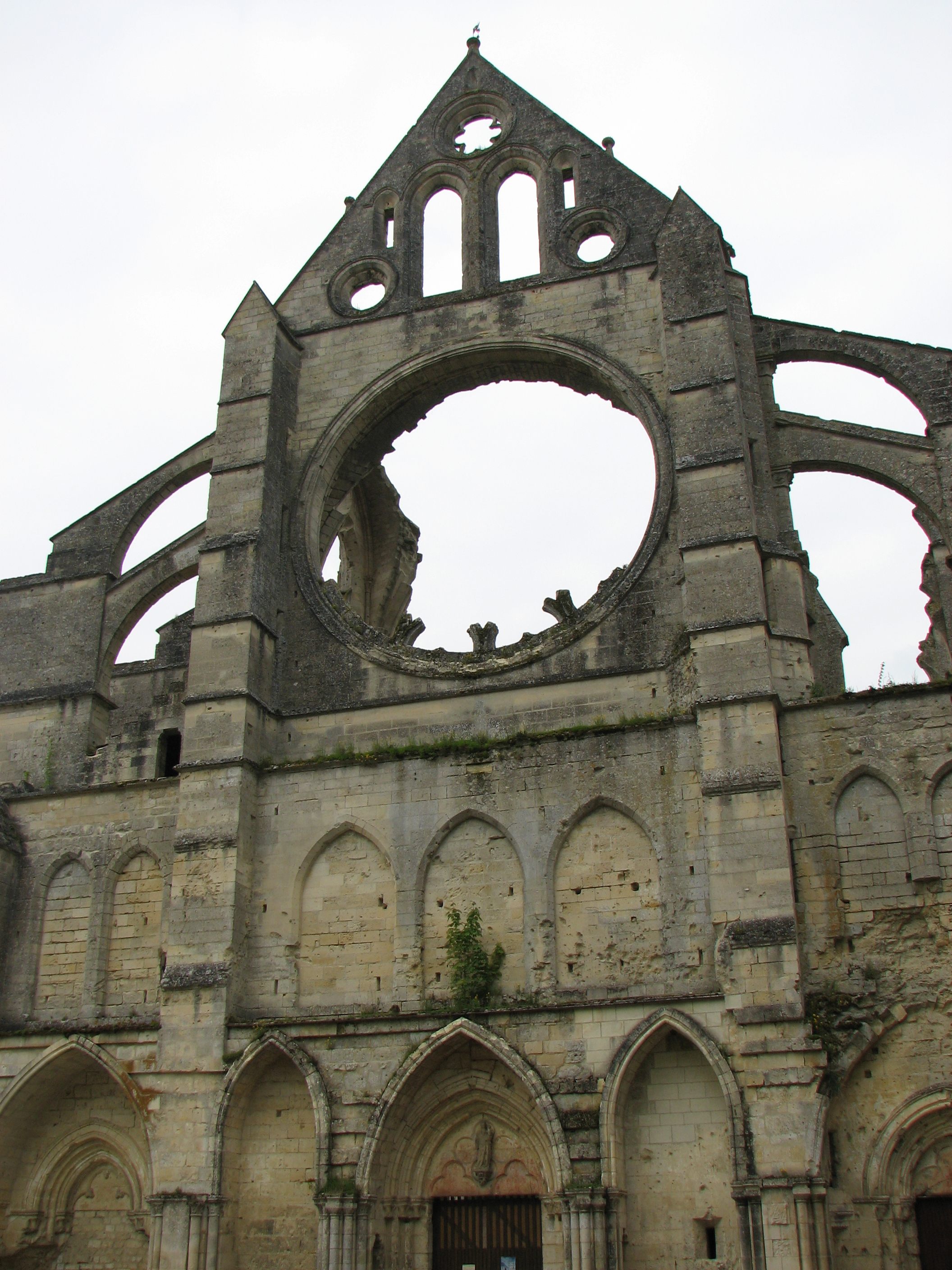
Ruine der Abteikirche

Das Kloster wurde 1131 von Bernhard von Clairvaux auf Bitten des Bischofs von Soissons, Josselin de Vierzy, auf einem von Gérard de Chérizy gestifteten Gelände gegründet, und sogleich mit umfangreichem Stiftungsgut ausgestattet. Es gehörte der Filiation der Primarabtei Clairvaux an. Vom ersten Klosterbau ist nichts überkommen. Die Kirche wurde wohl schon an der Wende vom 12. zum 13. Jahrhundert neu errichtet und 1227 in Anwesenheit von König Ludwig dem Heiligen und seiner Mutter Blanka von Kastilien geweiht. Zu dieser Zeit erlebte das Kloster eine bedeutende Blütezeit. Es besaß 11 Grangien: Vivier und Beaurepaire in Longpont, Morenboef in Vierzy, Vertefeuille in Saint-Pierre-Aigle, Vauberon in Mortefontaine, la Bove in Montgobert, Luceron in Chaudun, Beauvoir in Parcy-et-Tigny, Courtablon in Ussy-sur-Marne, Tronquoy in Lesdins-en-Vermandois und Héronval in Mondescourt. 1192 wurde die Abtei vom Generalkapitel des Ordens für Bauluxus getadelt. Zu den Mönchen gehörten Pierre le Chantre und Jean de Montmirail. Unter König Franz I. fiel das Kloster in Kommende. In der Französischen Revolution wurde es aufgelöst, verkauft und bis 1831 wurde die Kirche teilweise abgebrochen. 1804 kam das Kloster in den Besitz der Familie de Montesquiou. Im Ersten Weltkrieg brannte der Südflügel der Klausur ab und wurde nicht erneuert; nur sein Erdgeschoss ist erhalten.

## Bauten und Anlage
Die 105 Meter lange und in den Gewölben 28 Meter hohe Kirche in der Größe der Kathedrale von Soissons, von der die Umfassungsmauern, der Westteil der Mittelschiffswände und die Fassade aufrecht stehen, ist eine Anlage im Stil der französischen Gotik. Die Fassade ragt 40 m auf, von der großen Rosette ist das Maßwerk verloren gegangen. Das dreischiffige Langhaus hat neun Joche. Die Kirche besaß ein Querhaus und einen Kapellenumgang im Chor, der u. a. auch für die Abteien Vauclair, Ourscamp und Royaumont stilbildend wurde und in verkleinerter Form vielfach nachgeahmt wurde. Die Kirche war von einem Dachreiter überragt. Die Klausur wurde im 18. Jahrhundert umgebaut. Vom Kreuzgang steht nur noch der Südflügel. Erhalten sind das Erdgeschoss des Refektoriumsflügels, der im 18. Jahrhundert umgebaut wurde und die Küchen und das Kalefaktorium aus dem 13. Jahrhundert enthält, und die nördlichen zwei Drittel des umgebauten Konversenbaus mit einem gotischen Keller. Vom Ostflügel mit dem Kapitelsaal ist nichts erhalten. Bemerkenswert ist auch das Pfortenhaus aus der zweiten Hälfte des 14. Jahrhunderts mit vier Türmchen.